# Wurmbea drummondii
Wurmbea drummondii är en tidlöseväxtart som beskrevs av George Bentham. Wurmbea drummondii ingår i släktet Wurmbea och familjen tidlöseväxter. Inga underarter finns listade i Catalogue of Life.